# OS/2
OS/2는 마이크로소프트와 IBM이 초기에 제작한 컴퓨터 운영 체제로, 나중에 IBM만 단독으로 개발하게 되었다. 이 이름은 "Operating System/2"로 대표할 수 있는데 IBM의 IBM PS/2 (PS/2)의 운영 체제가 2 세대 개인용 컴퓨터의 라인으로 소개되었기 때문이다. OS/2는 더 이상 IBM에서 판매되고 있지 않으며 OS/2를 위한 IBM 표준 지원은 2006년 12월 31일로 끝이 났다. 다만, 현재 세렌티니 시스템즈가 OS/2를 eComStation이라는 브랜드 이름으로, 이후 또 다른 개발자가 이를 계승한 ArcaOS라는 이름으로 판매하고 있다.
OS/2는 MS-DOS와 윈도우의 보호 모드 연장성으로 고안되었다. 기본 시스템 콜이 MS-DOS 콜 뒤에 구현된 것이다. 이들의 이름은 "Dos"와 함께 시작된 것이며 "계열 모드"의 응용 프로그램들을 만들 수 있었다: 두 군데 시스템 위에 모두 동작할 수 있는 텍스트 모드 응용 프로그램들. 이렇게 남겨져 온 것들 때문에 OS/2는 여러 방면에서 윈도와 닮아 있지만 유닉스와 제닉스와도 어느 정도 유사성을 갖는다.

## OS/2 워프
OS/2 (OS/2)는 Operating System/2의 약어로서, 당시에는 80286 컴퓨터를 위하여 설계되었는데 80386이나 80486컴퓨터에서 사용할 수 있도록 점차 업그레이드되면서 일반 개인용 컴퓨터(PC)에서 사용될 수 있도록 통합 버전까지 나왔다.
32비트 커널과 디바이스 드라이버를 사용하기 때문에 하드웨어를 바이오스에서 인식시키고 난 후 운영 체제 자체의 32비트 전용 디바이스 드라이버를 로드해서 시스템을 제어하는 방식이다. 따라서 일반 PC용 운영체제보다 안정성이 좋았다.
또 32비트 선점형 멀티태스킹 기법으로 구현되었기 때문에 MS-DOS에 기반을 둔 윈도우 3.1과 같은 운영체제에서 흔히 볼 수 있는 메모리 운영방식의 한계점으로 발생하는 응용 프로그램에 의한 시스템 다운 같은 현상이 없었다. 그리고 파일 시스템 관리 기법으로 유닉스와 MS-DOS의 파일 시스템을 절충한 HPFS(high performance file system) 방식을 사용하기 때문에 파일 시스템 차원에서의 캐싱이 이루어지며, FAT보다 파일 손실 가능성이 줄어들고 디스크의 단편화 현상이 적었다.
또한 GUI 방식의 사용자 인터페이스인 WPS(work place shell)을 사용하여 직관적으로 화면 관리가 가능하고 폴더 개념의 파일 관리를 하는 장점이 있었다. 그러나 OS/2를 기반으로 한 응용 프로그램을 개발하려는 소프트웨어 개발자가 없었고 OS/2의 초기 버전이 MS-DOS 프로그램을 제대로 실행하지 못했기 때문에 OS/2의 수요가 거의 없었다. 그 이후 여러 가지 단점을 극복한 OS/2 버전이 속속 발표되었지만 사용자에게는 좀더 매력적인 윈도(윈도우 95) 출시 후에 밀려 빛을 보지 못했다.

## 같이 보기
- REXX